# Отпоран на смрт
Отпоран на смрт (енгл. Death Proof) је амерички слешер филм из 2007. године, режисера и сценаристе Квентина Тарантина. Главну улогу у филму тумачи Курт Расел као каскадер који убија младе жене модификованим аутомобилима за које тврди да су „отпорни на смрт”. У споредним улогама су Росарио Досон, Ванеса Ферлито, Џордан Лад, Роуз Макгауан, Сидни Тамија Поатје, Трејси Томс, Мери Елизабет Винстед и Зои Бел.
Филм је првобитно биоскопски објављен као део Грајндхауса, двоструког остварења који га је комбиновaо са Планетом терора Роберта Родригеза. Након што је Грајндхаус слабо прошао на америчким биоскопским благајнама, Отпоран на смрт је објављен као самостални филм у другим земљама и на кућним форматима. Добио је углавном позитивне рецензије критичара, који су нарочито похвалили каскадерске сцене и одавање почасти експлоатационим филмовима, иако је његов ритам наишао на критике.

## Радња
Три пријатељице, Арлин, Шана и радио водитељка „Џангл” Џулија Лукеј, возе се низ Конгрес авенију у Остину, у Тексасу, на путу да прославе Џулијин рођендан. У једном бару, Џулија открива да је преко радија објавила понуду за бесплатан плес у крилу од Арлин у замену за то да је неко ослови са „Лептир”, купи јој пиће и изрецитује део песме Stopping by Woods on a Snowy Evening. Остарели холивудски каскадер познат као „Каскадер Мајк” прати жене до бара и тражи свој плес у крилу. Арлин сумња у њега, јер је тог истог дана већ видела његов аутомобил, али је он убеђује да му удовољи.
Жене се спремају да оду са Ланом, још једном пријатељицом. Пем, Џулијина стара школска другарица, прихвата Мајкову понуду да је одвезе кући. Мајк је води до свог холивудског каскадерског аутомобила, ојачаног заштитним кавезом, и каже јој да је ауто „отпоран на смрт”, али само за возача. Он нагло убрзава и нагло кочи, због чега Пем удара главом о командну таблу и умире. Потом сустиже аутомобил са поменутим женама и удара их директно при великој брзини, све их убијајући. Сам Мајк преживљава без озбиљних повреда. Шериф Макгро верује да је Мајк намерно убио жене, али пошто је он био трезан, а оне под дејством алкохола, не може бити оптужен.
Четрнаест месеци касније, три младе жене – шминкерка Абернати Рос, каскадерка Ким Метис и глумица Ли Монтгомери – возе се кроз Лебанон, у Тенесију, током паузе са снимања филма. Свраћају у једну продавницу, где их Мајк посматра из свог аутомобила. Жене потом одлазе по своју пријатељицу, каскадерку Зои Бел, на аеродром, несвесне да их Мајк фотографише. Зои им говори да жели да тестира Dodge Challenger из 1970. године, исти модел као у филму Тачка нестанка (1971), као и да је пронашла један у продаји у близини. Власник им дозвољава да га пробају без надзора након што му Абернати каже да је Ли порно звезда и остави је као „гаранцију”.
Зои објашњава Абернати и Ким да жели да играју игру коју зову „бродски јарбол”, у којој се она држи за каишеве причвршћене за хаубу док Ким вози великом брзином. Ким оклева, али пристаје. Док се оне забављају, не знају да их Мајк посматра. Он их удара отпозади, због чега Зои губи захват на оба каиша и остаје да се држи само за хаубу. После неколико удараца, он их на крају удара са стране, избацујући Зои са хаубе. Ким пуца у Мајково лево раме, након чега он бежи. Абернати и Ким тугују, мислећи да је њихова пријатељица мртва – док се Зои изненада појављује неповређена. Тада доносе одлуку да сустигну Мајка и убију га.
Жене га проналазе док превија своју рану и ударају га аутомобилом, након чега га Зои извлачи и удара металном шипком. Настављају да га јуре, док он моли за милост, све док га коначно не избаце с пута. Извлаче га из олупине и насмрт га претуку.

## Улоге
| Глумац                | Улога               |
| --------------------- | ------------------- |
| Курт Расел            | Каскадер Мајк Макеј |
| Зои Бел               | сама себе           |
| Росарио Досон         | Абернати Рос        |
| Ванеса Ферлито        | Арлин / Лептир      |
| Сидни Тамија Поатје   | Џангл Џулија Лукеј  |
| Трејси Томс           | Ким Метис           |
| Роуз Макгауан         | Пем                 |
| Џордан Лад            | Шана                |
| Мери Елизабет Винстед | Ли Монтгомери       |
| Квентин Тарантино     | Ворен               |
| Марси Харијел         | Марси               |
| Илај Рот              | Дов                 |
| Омар Дум              | Нејт                |
| Мајкл Бакол           | Омар                |
| Моника Стагс          | Лана Френк          |
| Џонатан Лоран         | Џаспер              |
| Мајкл Паркс           | ренџер Ерл Макгро   |
| Џејмс Паркс           | ренџер Едгар Макгро |
| Марли Шелтон          | др Дакота Блок      |